# 1901 في تشيلي
فيما يلي قوائم الأحداث التي وقعت خلال عام 1901 في تشيلي.

## سياسة

### تعيين في المنصب
- 18 سبتمبر – جيرمان ريسكو رئيس تشيلي.

## مواليد

### أبريل
- 1 أبريل – إرنيستو تشابارو لاعب كرة قدم تشيلي.

## وفيات

### يناير
- 1 يناير – فيرا زوروف (مواليد 1880) كاتبة و شاعرة تشيلية.